# Raske Penge
Raske Penge, född Rasmus Poulsen den 30 juni 1977 i Vestbjerg, är en dansk dancehallsångare, rappare och låtskrivare. Han är också känd som DJ under namnet Ras Money (Deejay och Selector i soundsystemet Rootsman Hi-Fi). Han har även arbetat som författare, radiovärd och journalist. Han har skrivit böckerna "Graffiti i Danmark" (Klematis, 1997) och "Natasja" (Politiken, 2010) . Han fick en stor hit med låten "Faxe Kondi" tillsammans med Klumben, som var den näst mest spelade låten på danska P3 år 2012. Raske Penge har blivit utsedd till en av Danmarks bästa liveartister. 

## Diskografi

### Studioalbum
- 2011 - Bor Her / Rundt
- 2012 - Original
- 2013 - Yndlingsstof

### Singlar
- 2011 - "Bor Her"
- 2011 - "Rundt"
- 2012 - "Intelligent"
- 2012 - "Original Bang Ding"
- 2012 - "Dolly" (med TopGunn)
- 2013 - "Yndlingsstof"
- 2014 - "Fridag!"

### Som medverkande artist
- 2012 - "Faxe Kondi" (med Klumben)
- 2013 - "Missionen" (med Klumben)
- 2014 - "Tingene Kan Gå Hurtigt" (med Niklas)
- 2015 - "Bangarang" (med Okay Funky og Lady Smita)
- 2015 - "Men Med Ham" (med Fresh-I)